# Tłoczenie (poligrafia)

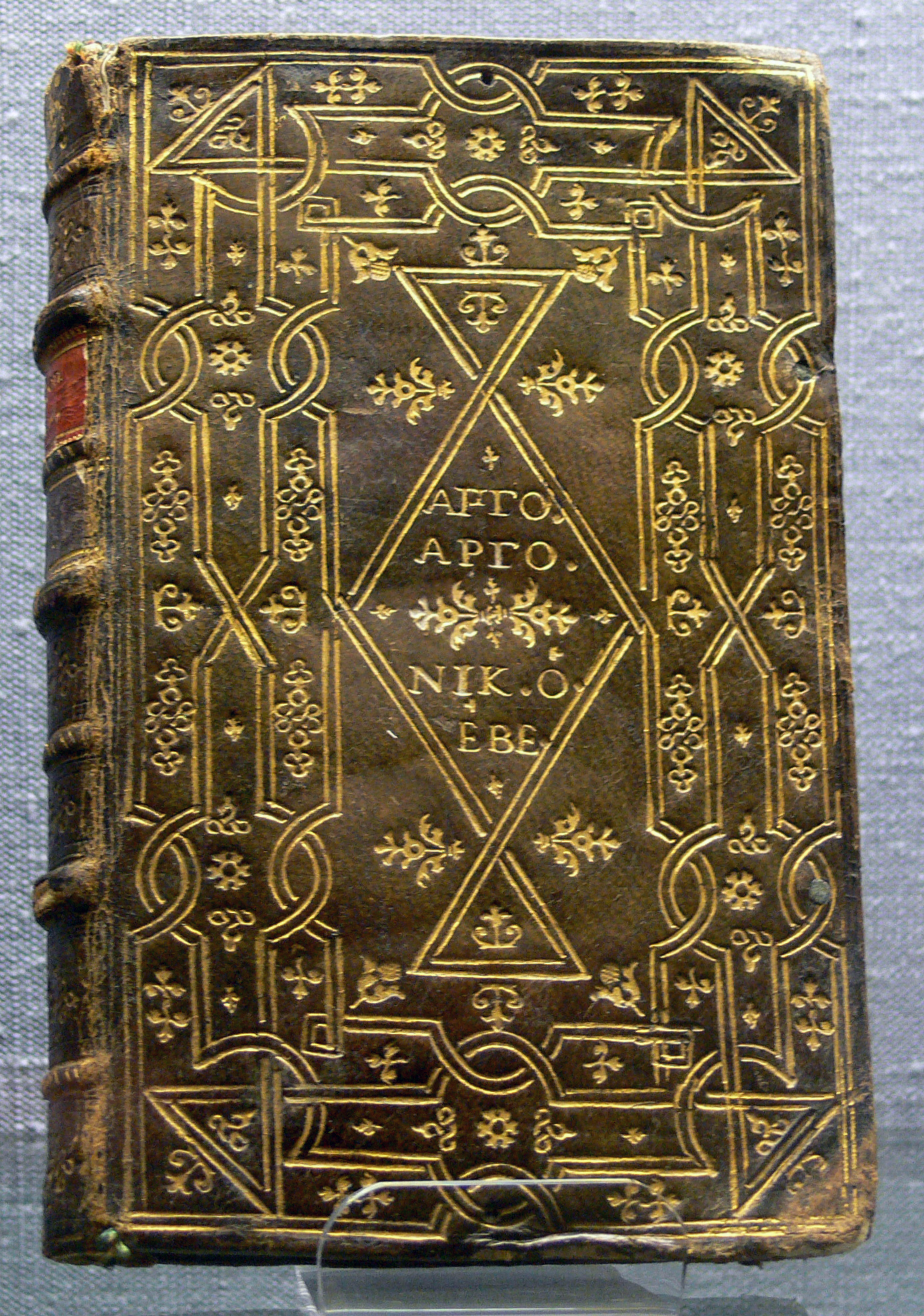
Złocone tłoczenia oprawy

Tłoczenie (nazywane też suchym tłokiem) w poligrafii – rodzaj uszlachetnienia druku. Jest to proces tworzenia w materiale tłoczonym (zwykle papier, często tworzywa sztuczne, skóra) trójwymiarowego wzoru (2,5 D) przez ściśnięcie matrycą/patrycą, zazwyczaj w celu uwypuklenia nadrukowanego wcześniej wzoru (napis, logo, element zdobniczy). Tłoczenie odbywa się w temperaturze otoczenia lub tłocznik jest podgrzewany do temperatury kilkudziesięciu °C, dzięki temu tłoczony materiał po ustąpieniu tłoka w większym stopniu zachowuje odkształcenie. Czasem używane są jeszcze wyższe temperatury, by tłoczony materiał dodatkowo odbarwić (np. skórę).
Proces tłoczenia często łączony jest z procesem „hotprintu” – pojedyncze uderzenie matrycy jednocześnie lekko wyciska wzór i nanosi folię do hot-stampingu. Aby jednak mocniej materiał przetłoczyć w głąb, lub aby było możliwe przetłoczenie wypukłe, po hotprincie (zwanym też hot-stampingiem) dokonuje się kolejnego przelotu przez maszynę, podczas którego wykonuje się tłoczenie. W przypadku matryc grawerowanych czasem możliwe jest uszlachetnienie folią do hot-stampingu i tłoczenie wypukłe w jednym przelocie, są to matryce grawerowane złocąco-tłoczące. Do tłoczeń wykorzystuje się tańsze matryce chemigraficzne lub wytrzymalsze i wielopłaszczyznowe matryce grawerowane.
Proces tłoczenia występuje również w wielu innych dziedzinach techniki.